# 王保
王 保（おう ほ、生没年不詳）は、明代の軍人。本貫は楡林衛。

## 生涯
強く勇敢なこと群を抜いており、兵士から身を立てて、功を重ねて延綏参将となった。万暦16年（1588年）、延綏・定辺副総兵に転じた。万暦19年（1591年）冬、署都督僉事に抜擢され、昌平総兵官とされた。ほどなく山西総兵官に転じた。薊州鎮総兵官の張邦奇が弾劾を受けると、王保が代わって薊州鎮総兵官に任じられた。朶顔衛の長昂は張臣が薊州鎮に駐屯していたときに明に帰順していたが、5・6年して再び石門路・木馬峪・花場峪に侵攻し、後には銀燈とともに山海関を攻撃した。張邦奇は偽って互市を増やす条件での講和を打診し、朶顔衛の通事25人を誘い殺した。長昂は大青山に侵攻し、ほどなく長昂の仲間の小郎児らが喜峰口に潜伏して、偵察兵を射殺した。たまたま王保がすぐに到着し、小郎児を捕らえた。長昂は小郎児に戦略を頼り切っていたため、恐れて謝罪し、さらっていた人や家畜を返還した。そこで王保は小郎児を釈放して返した。長昂は五貢に任じられ、辺吏は二賞に任じられて、互市がもとのとおり復活した。王保は署都督同知に進み、副将の張守愚以下も官秩を進められた。
薊州鎮の三協南営の兵は、かつて戚継光が徴募した者たちであった。豊臣秀吉の第一次朝鮮侵攻（文禄の役）に対応するため朝鮮に赴き、帰還するときに石門を通って、騒ぎ立てながら1月あまりも饗応を受けた。王保はかれらを演武場に誘い、襲撃して数百人を殺し、その謀反を奏聞した。給事中の戴士衡と御史の汪以時は南営の兵に反乱の事実がなく、王保が勝手に攻撃して殺したものとして、審問の官を派遣するよう要請した。巡関御史の馬文卿は王保を擁護し、南営の兵に大逆の罪10があったといい、尚書の石星がこれに同調し、反乱を鎮圧した功績により王保の官秩が進められて都督同知とされ、子の蔭官が認められた。督撫の孫鑛・李頤らもまた官秩を進められ、当時の世論はこれを支持した。
万暦23年（1595年）冬、順義王チュルゲの弟の趕兎が三軍を率いて白馬関と東西台に侵入し、守備の徐光啓と副将の李芳春・戴延春に撃退された。万暦24年（1596年）秋、趕兎が部長の倒布とともに黒谷頂に侵攻し、敗れて去った。王保はその再来を予見して、開連口と横河口に軍を分営させた。趕兎が横河にやってくると、明軍は夜半に石塘嶺に急進し、その陣営を襲撃した。趕兎の軍が混乱して潰走すると、明軍は勢いに乗って塞外まで追撃した。その冬、趕兎が羅文峪に進攻したが、敗れて去った。詔により王保は董一元に代わって遼東に駐屯した。豊臣秀吉の第二次朝鮮侵攻（慶長の役）が起こると、王保は海防を命じられて、海州で死去した。左都督の位を追贈された。

## 子女
- 王学書（宣府総兵官。退官して郷里にいたところ、楡林城が李自成による攻撃を受けたため、これに抗戦して屈服せず死んだ）
- 王学詩（副総兵）
- 王学礼（副総兵）